# Milchkannentor

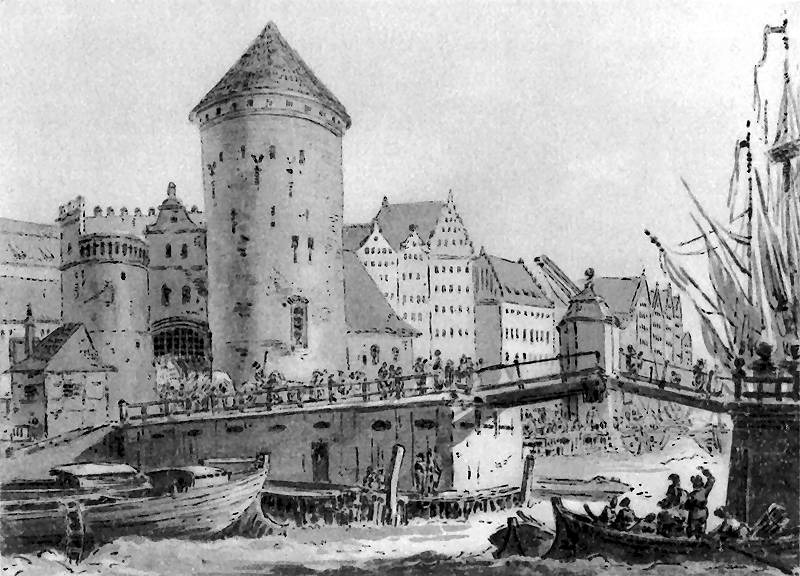
Milchkannentor um 1790, Blick vom Mottlauufer zum Tor auf der Speicherinsel.

Das Milchkannentor ist ein Stadttor auf der Danziger Speicherinsel. Die runden Basteien wurden im 15. Jahrhundert errichtet.
Die höhere Bastei ist 28 m hoch, hat 13 m, ihre Mauern sind 4 m dick. Sie ist mit einem kegelförmigen Ziegeldach bedeckt.
Die niedrigere Bastei ist nur 10 m hoch und 8 m breit. Sie ist mit einem flachen Pultdach bedeckt.
Die Türme wurden im Zweiten Weltkrieg beschädigt. Die Danziger Künstlerkooperative „Arpo“ hat sie in den 1980er Jahren wiederaufgebaut. Damals wurden die Türme mit einer hölzernen Galerie verbunden.

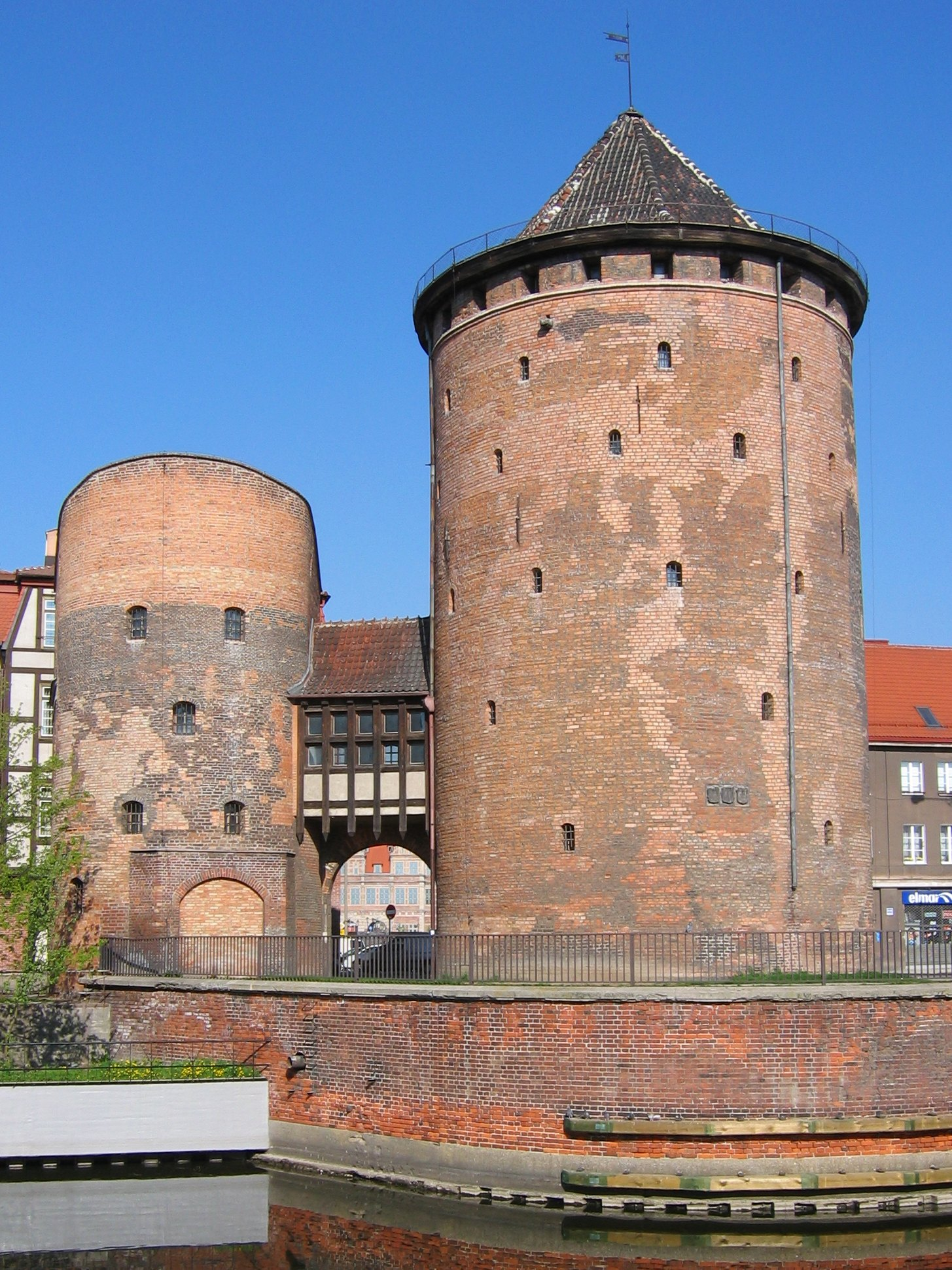
Milchkannentor
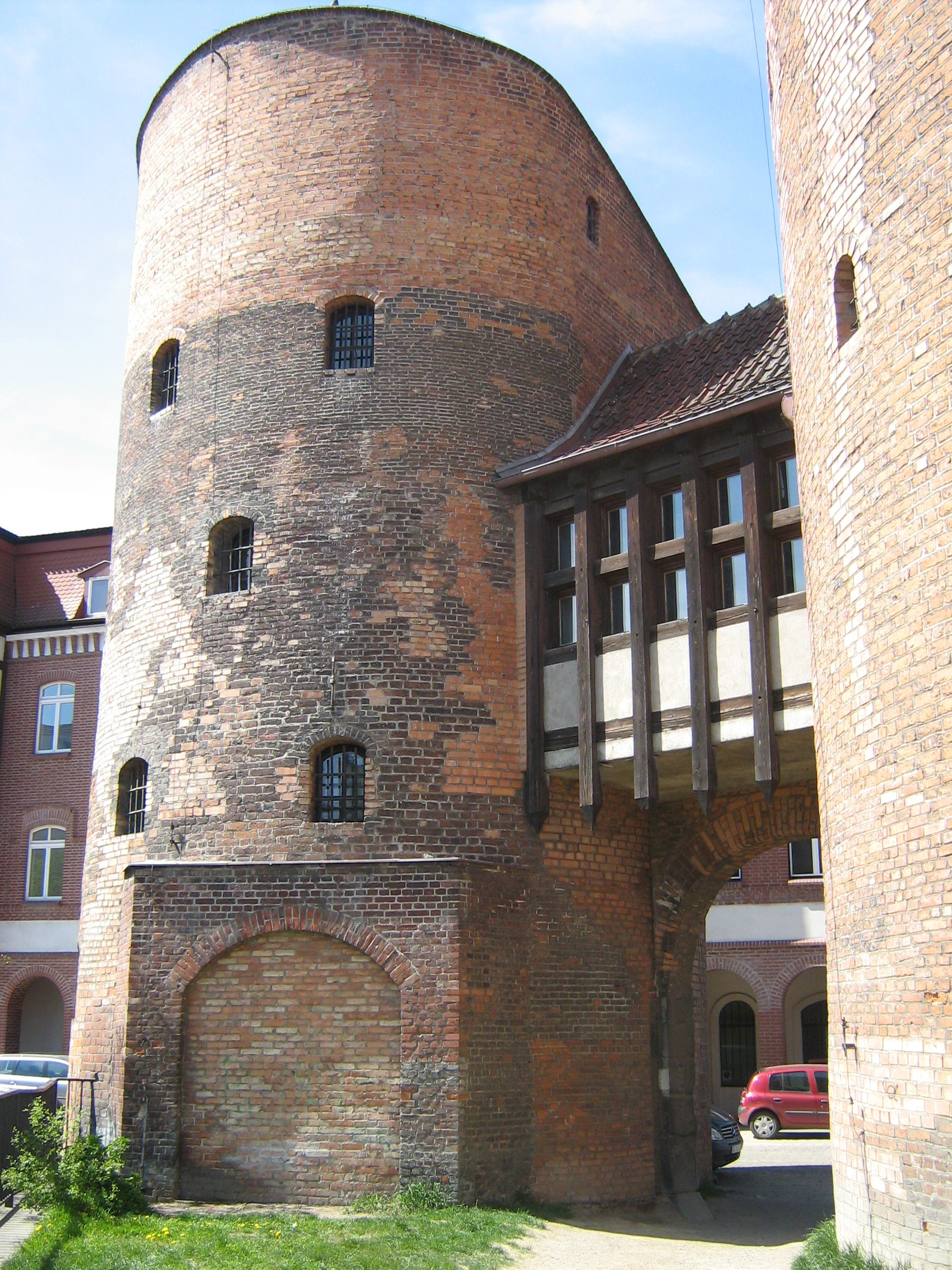
Kleine Milchkanne
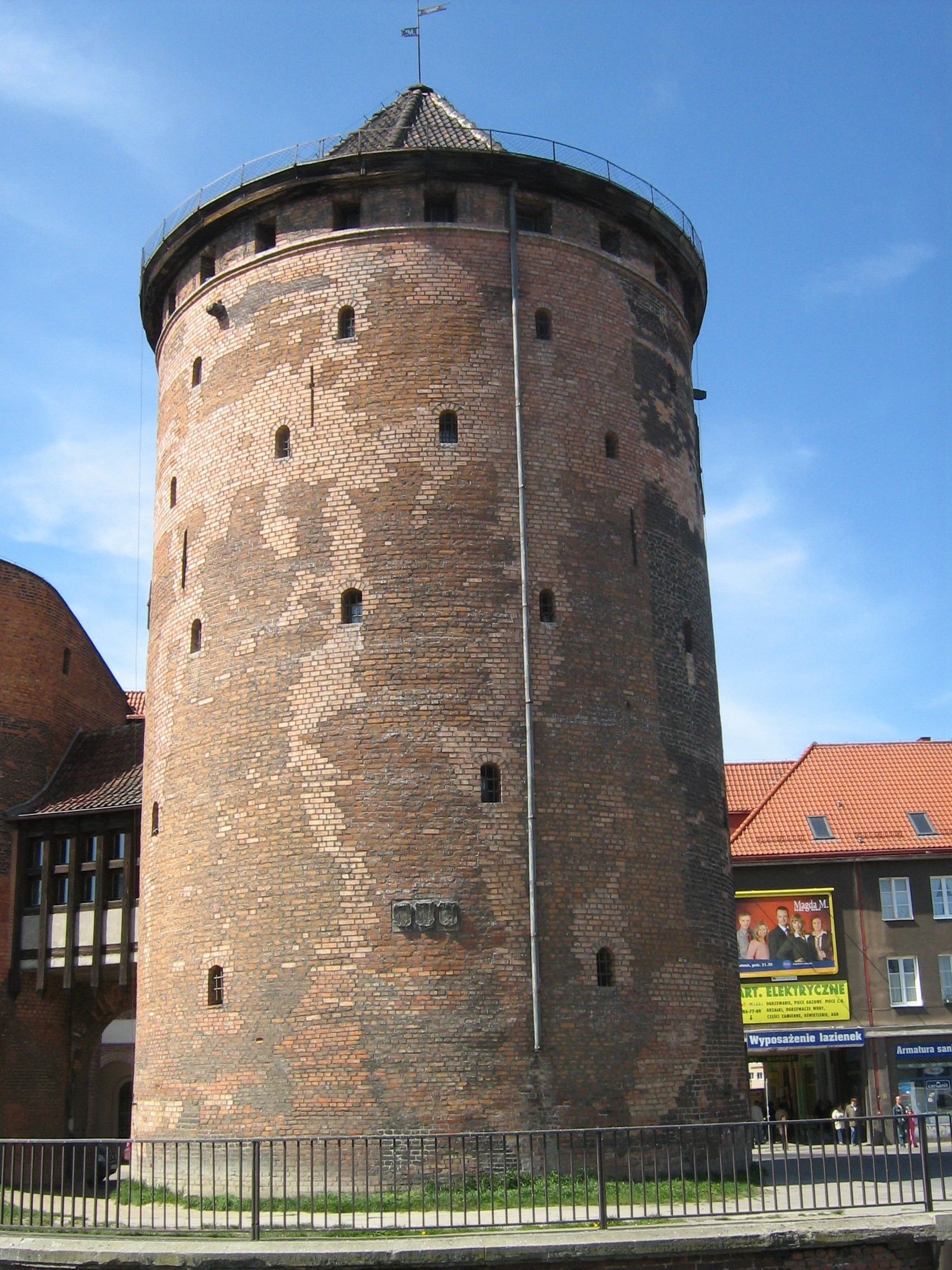
Große Milchkanne
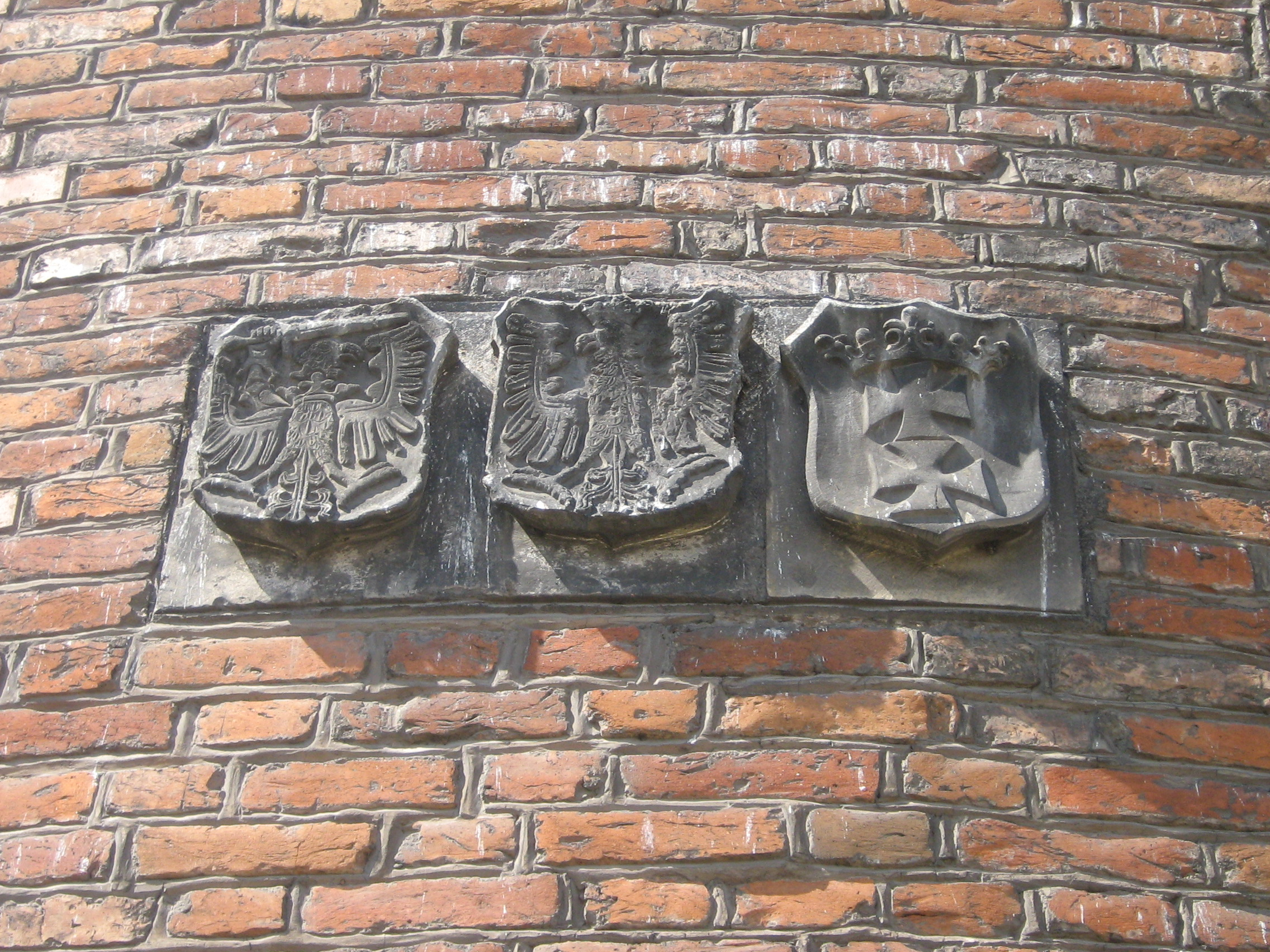
Wappen auf der Großen Milchkanne